# ファルカシュ・フェレンツ
ファルカシュ・フェレンツ（Farkas Ferenc, 1905年12月15日 - 2000年10月10日）は、ハンガリーの作曲家。

## 生涯

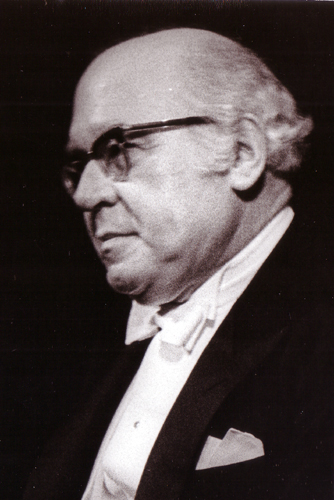
ファルカシュ・フェレンツ（1971年）

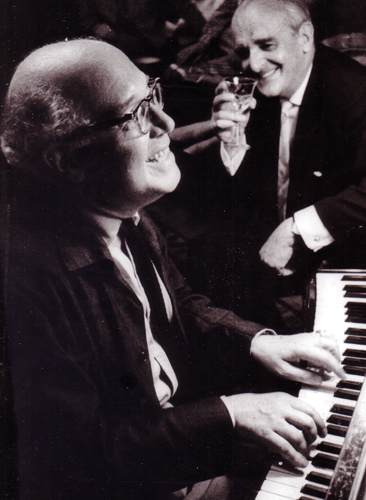
ファルカシュ・フェレンツ（1970年）

ナジカニジャ出身。1922年から1927年にかけてブダペスト音楽アカデミーでヴェイネル・レオとシクローシュ・アルベルトに師事。その後1929年から1931年にかけてローマのサンタ・チェチーリア国立アカデミアでオットリーノ・レスピーギについて学ぶ。ウィーンとコペンハーゲンで映画音楽作曲家として暮らした後、1936年に教師兼指揮者として故国に戻った。1941年から1944年までコロジュヴァールの音楽院の教授となった。1949年にはブダペストのリスト音楽院の教授として迎えられ、1975年までその職にあった。弟子にはクルターグ・ジェルジュ、ジェルジ・リゲティらがいる。
様々なジャンルで作曲し、作品は700曲にのぼる。時折十二音技法を使用したものの、彼のスタイルはメロディアスで伝統的なものであった。

## 作品
- 17世紀の古いハンガリーの舞曲（1943年）

さまざまな編曲版あり。
- 組曲「小賢しい学生たち」（1949年）

同名のバレエ音楽から。
- 古風な小協奏曲（1964年）

## 文献
- Jean-Louis Matthey und András Farkas: Inventaire du fonds musical Ferenc Farkas. Catalogue des œuvres. Bibliothèque Cantonale et Universitaire, Département de la Musique, Lausanne 1979
- László Gombos, Vallomások a zenéről, Farkas Ferenc válogatott írásai, Budapest : Püski, 2004
- László Gombos, Ferenc Farkas, traduit en anglais par Eszter Orbán, collection « Hungarian Composers » 31, Budapest : Màgus Publishing, 2005